# Ulmerochorema onychion
Ulmerochorema onychion là một loài Trichoptera trong họ Hydrobiosidae. Chúng phân bố ở miền Australasia.